# Matej Brence
Matej Brence, slovenski pisatelj, * 19. september 1856, Hraše, Radovljica, † 18. julij 1887, Sveti Gregor, Ribnica.

## Življenje in delo
Gimnazijo je končal leta 1878 v Ljubljani, nato nadaljeval s študijem prava na dunajski univerzi, bil korektor lista Slovenski narod, postal 1885 urednik uradnega Ljubljanskega lista, nato uradnik pri trgovski zbornici v Ljubljani. Objavil je noveli Blaga oporoka, zajeto iz življenja dijaškega dobrotnika L. Knaflja in Almora, črtico Ultimo (Zvon, 1880) in pripovedno delo Ne maram ga! (Kres, 1882); pod psevdonimom Nivalis je napisal nekaj člankov za Slovenski narod in nekaj pesmic v 1. letnik Kresa. Sodeloval je tudi pri Slovencu, in Ljubljanskem zvonu.  